# Peuh !
Albums de Lofofora
Lofofora
(1995) Dur comme fer
(1999)
Sorti à la fin du mois d'août 1996, Peuh ! est le second album de Lofofora. Il a été enregistré par André Gielen au studio Hautregard recording à Liège en Belgique au printemps 1996.
Peuh ! comporte une reprise de Vive le feu des Bérurier noir ainsi qu'un titre en collaboration avec le groupe Ekova, Shiva Skunk spécial Ekova Flavour.

## Titre
| 1.    | Jazz trash assassin               | 4:02  |
| 2.    | La chute                          | 3:36  |
| 3.    | Amnes' history                    | 5:30  |
| 4.    | Envie de tuer                     | 3:48  |
| 5.    | Mental urbain                     | 3:51  |
| 6.    | Bon à rien                        | 1:49  |
| 7.    | Macho blues                       | 4:43  |
| 8.    | Intox populi                      | 3:30  |
| 9.    | Arraché                           | 3:16  |
| 10.   | Le pendu                          | 4:02  |
| 11.   | Vice et râle                      | 4:50  |
| 12.   | Vive le feu                       | 2:54  |
| 13.   | Shiva Skunk spécial Ekova Flavour | 16:06 |
| 62:08 |                                   |       |